# پنیر در تله (مجموعه تلویزیونی)
پنیر در تله (انگلیسی: Cheese in the Trap; کره‌ای: 치즈인더트랩) یک مجموعهٔ تلویزیونی کره جنوبی سال ۲۰۱۶ برگرفته از یک وب‌تون با بازی پارک هه جین، کیم گو اون، سو کانگ جون و لی سونگ کیونگ است. این مجموعه از ۴ ژانویه تا ۱ مارس ۲۰۱۶، روزهای دوشنبه و سه‌شنبه ساعت ۲۳:۰۰ (کی‌اس‌تی) از تی‌وی‌ان برای ۱۶ قسمت پخش شد. این مجموعه بر پایهٔ وب‌تونی با همین نام است که به صورت سریالی شده از سال ۲۰۱۰ تا ۲۰۱۶ در ناور منتشر شد و وب‌تون در زمان فیلمبرداری این مجموعه هنوز کامل نشده بود.

## بازیگران
- پارک هه جین در نقش یو جونگ[۲][۳]
- کیم گو اون در نقش هونگ سول[۴][۵]
- سو کانگ جون در نقش بک این هو[۶][۷]
- لی سونگ کیونگ در نقش بک این ها[۸]